# Landisme
Landisme és el nom de cert gènere cinematogràfic espanyol que intenta unir la comèdia fàcil amb un cert erotisme de baixa intensitat.
El fenomen conegut en la història del cinema espanyol com a landisme es refereix al seu intèrpret més destacat, Alfredo Landa. Aquest adjectiu denomina a una sèrie de films que va protagonitzar l'actor durant un període de la seva carrera que va des de l'any 1969 fins a l'any 1978 (amb l'estrena de les pel·lícules classificades a Espanya com a S).
Aquest tipus de cinema pertany al gènere de la comèdia. Més específicament al de la comèdia de situació, embolic i que és hereva de la revista de l'època. Un exemple clàssic és No desearás al vecino del quinto, reeixida pel·lícula dirigida per Tito Fernández en 1970.
Aquest tipus de pel·lícules van reflectir, en to de comèdia, els problemes de la societat espanyola en els últims anys del franquisme i els primers de la Transició cap a la democràcia.
Els directors Mariano Ozores, Pedro Lazaga, Luis María Delgado i Fernando Merino van ser prolífics en aquesta etapa i actors com José Luis López Vázquez o José Sacristán eren presents en nombrosos repartiments.
En una roda de premsa el 2007 al Festival de Cinema Espanyol de Màlaga, Alfredo Landa es va mostrar "orgullosíssim" d'haver creat l'anomenat landisme perquè "no hi ha ningú que hagi deixat una cosa tan important com una manera de ser, d'actuar i de veure la vida ".